# دوست مشترکمان
دوست مشترکمان (به انگلیسی: Our Mutual Friend) نام یک کتاب ادبی است که توسط چارلز دیکنز، نویسندهٔ اهل انگلستان نوشته شده‌است.